# Saceem
Die SACEEM – Compañia Sudamericana de Empresas Eléctricas, Mecánicas y de Obras Públicas S.A. (kurz: Saceem) ist ein Bauunternehmen mit Sitz in Montevideo (Uruguay). Mit ungefähr 2500 Mitarbeitern setzt das Unternehmen jährlich 250 Millionen US-Dollar um. Die Geschäfte werden von Alejandro Ruibal geführt.
Saceem ist hauptsächlich in Uruguay in den verschiedenen Bereichen des Ingenieurwesens und des Bauwesens tätig: Infrastruktur, Transport und Logistik, Architektur und Stadterneuerung, Energie, Industrie, Wasserwirtschaft und Umwelt, Telekommunikation und Straßenbau.
Im Rahmen Öffentlich-privater Partnerschaft ist Saceem Konzessionär bei Teilstrecken der Straßen Ruta 21 / Ruta 24, bei einem Paket von 42 Schulen und anderen Bildungseinrichtungen (Educativa II) und bei der Bahnstrecke Montevideo–Paso de los Toros.
Aktionäre von Saceem sind die brasilianische Neocorp von Assis Roberto Sanchotene de Souza und die Advisors Investment mit Sitz in Belize.

## Geschichte
Das Unternehmen wurde 1951 gegründet.
Anfang 2023 wurde in Anwesenheit von Präsident Luis Alberto Lacalle Pou und Minister José Luis Falero die 550 Meter lange Brücke der Ruta 5 über den Río Negro eröffnet. Dabei handelt es sich um die 150. von Saceem gebaute Brücke.

## Struktur
Saceem hat Niederlassungen in Peru und in Paraguay und das Tochterunternehmen Grinor S.A.